# Leyland Motor Corporation

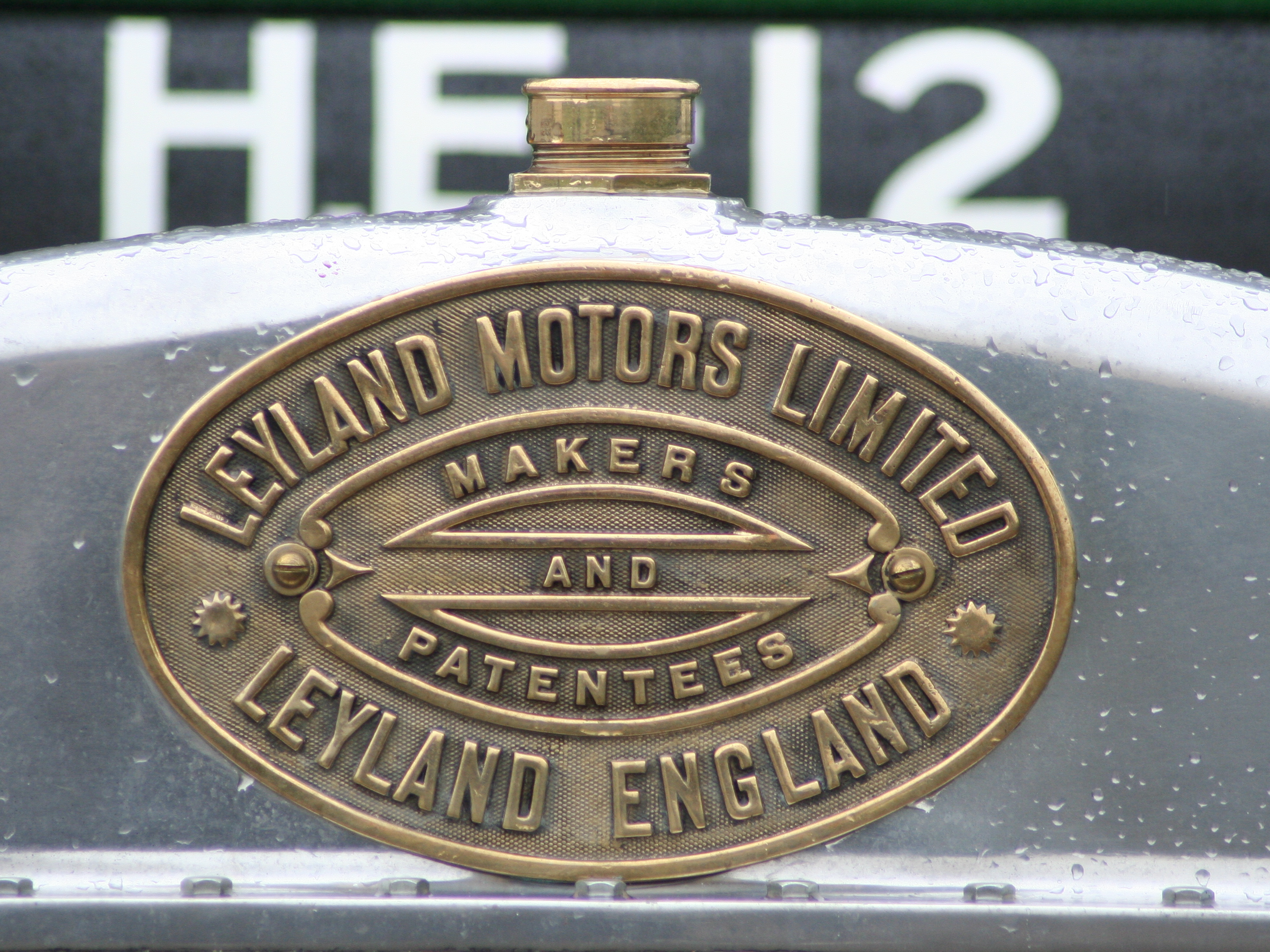
Emblema del constructor

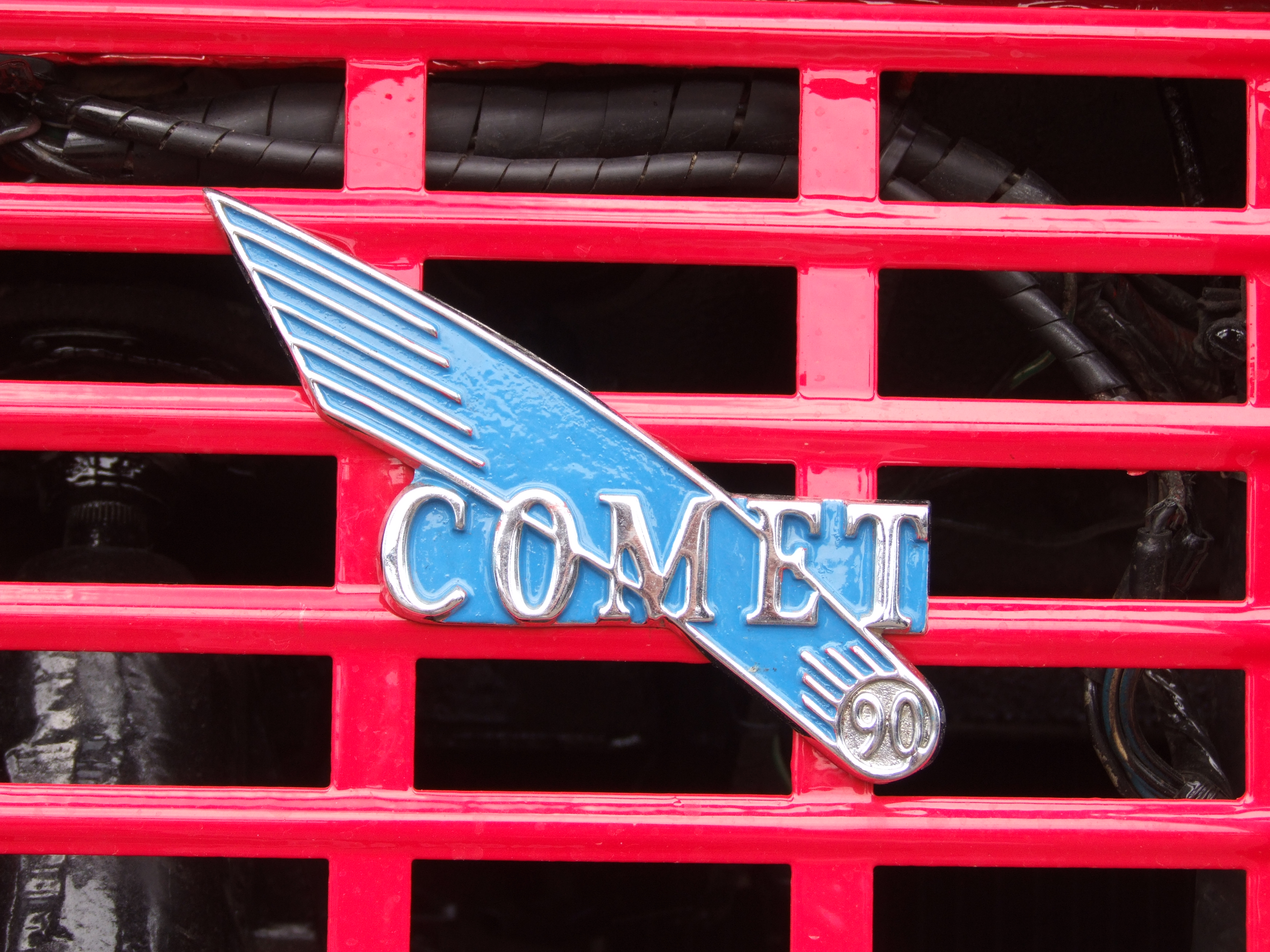
Logo en un camión Leyland Comet 90 flatbed

Leyland Motor Corporation Ltd. (LMC) Fue un conglomerado británico de empresas del motor poseedor entre otras de la compañía de vehículos industriales Leyland y de las marcas automovilísticas Triumph y Rover. Existió hasta su fusión en 1968 con el grupo rival BMH para dar lugar a British Leyland. En la actualidad Leyland Trucks produce los vehículos industriales DAF para países con circulación por la izquierda (LHT).

## Leyland Motors Limited
El grupo Leyland se formó en torno a la marca Lancashire Steam Motor radicada en Leyland al norte de Inglaterra. En 1897 la compañía gana la medalla de plata en los ensayos que la Royal Agricultural Society of England estaba haciendo con vehículos autopropulsados por su Leyland Steam Van, un pequeño vehículo industrial a vapor con capacidad para transportar 1.5 toneladas. En 1904 produce su primer vehículo con motor de combustión interna "The Pig" -el cerdo- y en 1905 suministra el primer autobús para servicio público en la ciudad de Londres. 
En lo que sería una tradición en toda su historia, la Lancashire Steam Motor absorbe a la compañía rival Coulthards, todavía especializada en vehículos de vapor en 1907, cambiando su nombre por el de Leyland Motors Limited un año después.
En los años 1920 comienza la tradición de nombrar a sus camiones con nombres de animales reales y seres mitológicos con modelos como los Lion, Lioness, Leveret, Buffalo o los Titan y Titanic, seguidos de los Hippo, Rhino y Octopus en los años 1930, equipados con motores diésel de la propia marca. Durante los años 1920 Leyland produce también el automóvil deportivo Leyland Eight y llega a un acuerdo para montar los microcoches Trojan entre 1920 y 1928.
En la Segunda Guerra Mundial como el resto de la industria británica se concentra en el esfuerzo bélico produciendo para el ejército británico el tanque Cromwell  y los camiones militares Leyland Hippo y Leyland Retriever. 
Tras la guerra prosigue su actividad, centrándose en la fabricación de vehículos industriales como las sucesivas generaciones de camiones y autobuses Leyland Comet y Layland Terrier y adquiere las compañías de vehículos comerciales Albion Motors y Scammell Lorries Ltd y la automovilística Standard-Triumph. Por otra parte se asocia con su rival Associated Equipment Company (AEC) -fabricante de los famosos  double decker de Londres- para crear la empresa conjunta British United Tracción especializada en material ferroviario, tranvías y trolebuses.

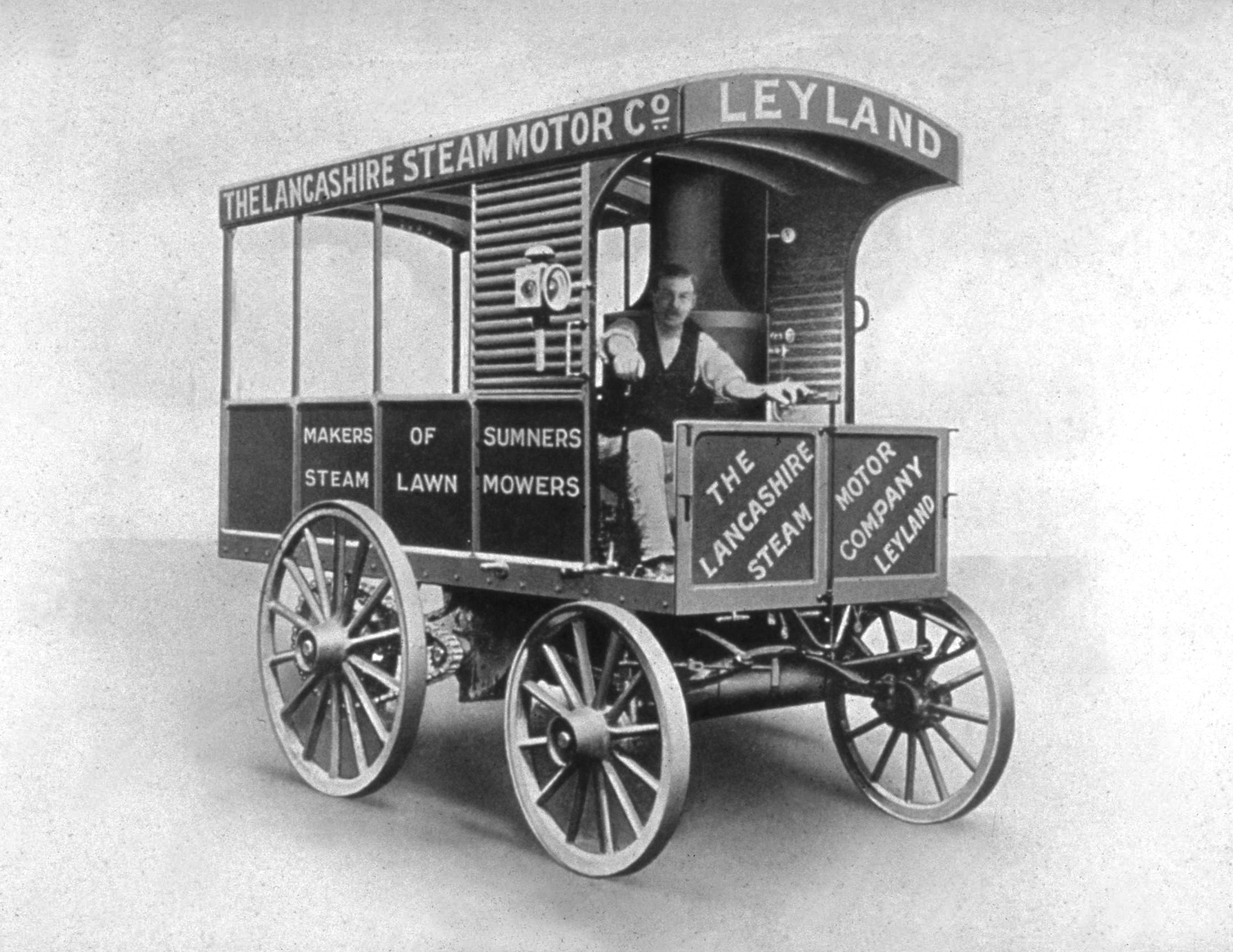
Leyland Steam Van 1.5 toneladas
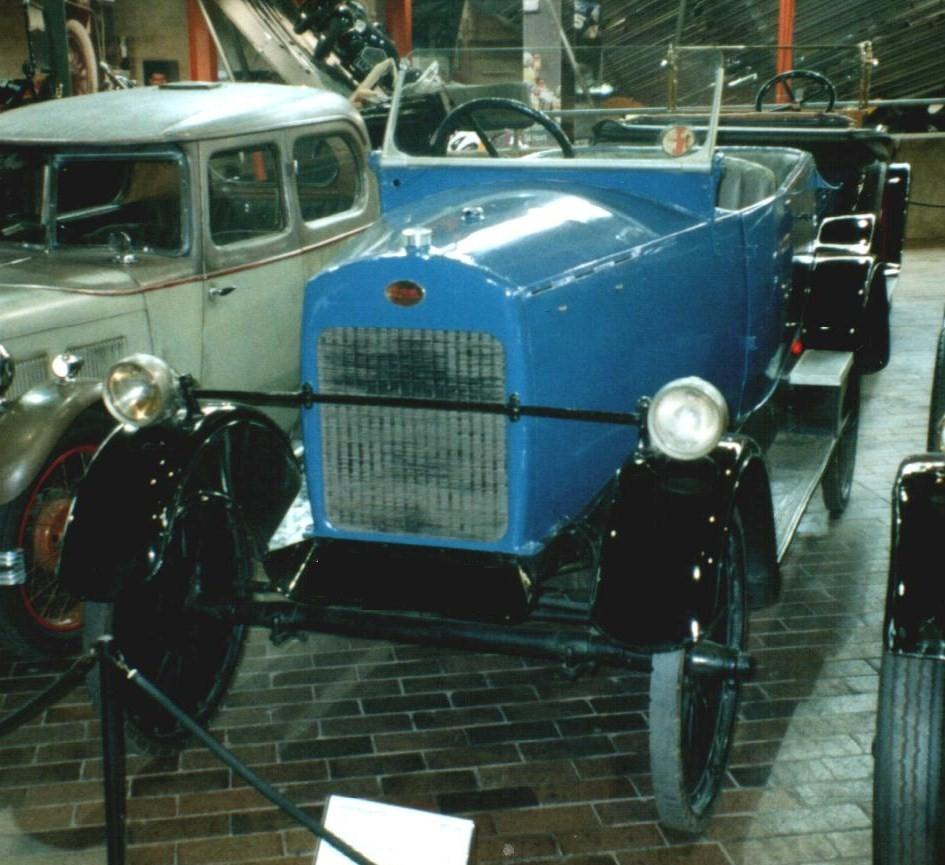
Trojan 1924
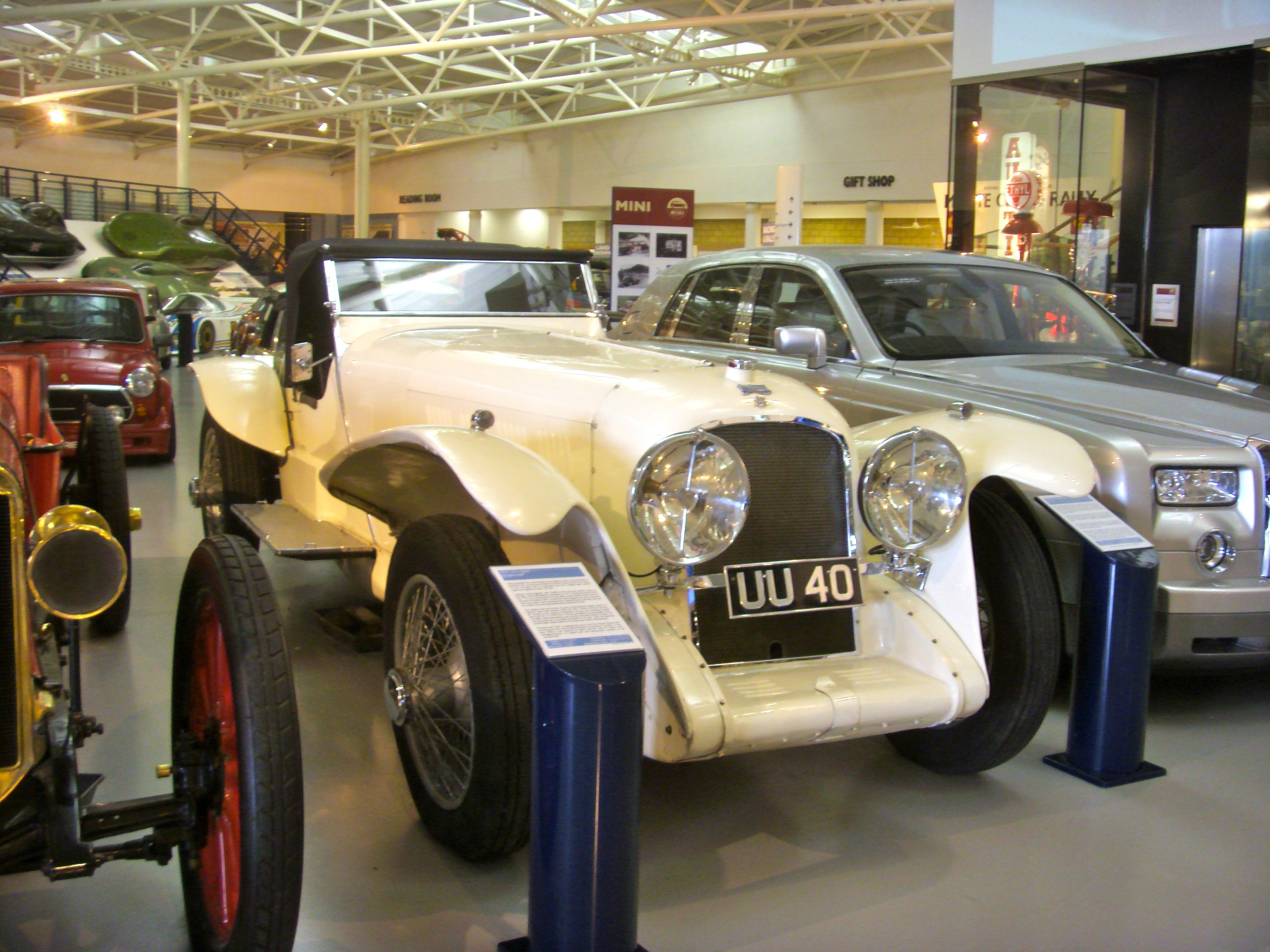
1927 Leyland Straight Eight Heritage Motor Centre, Gaydon (
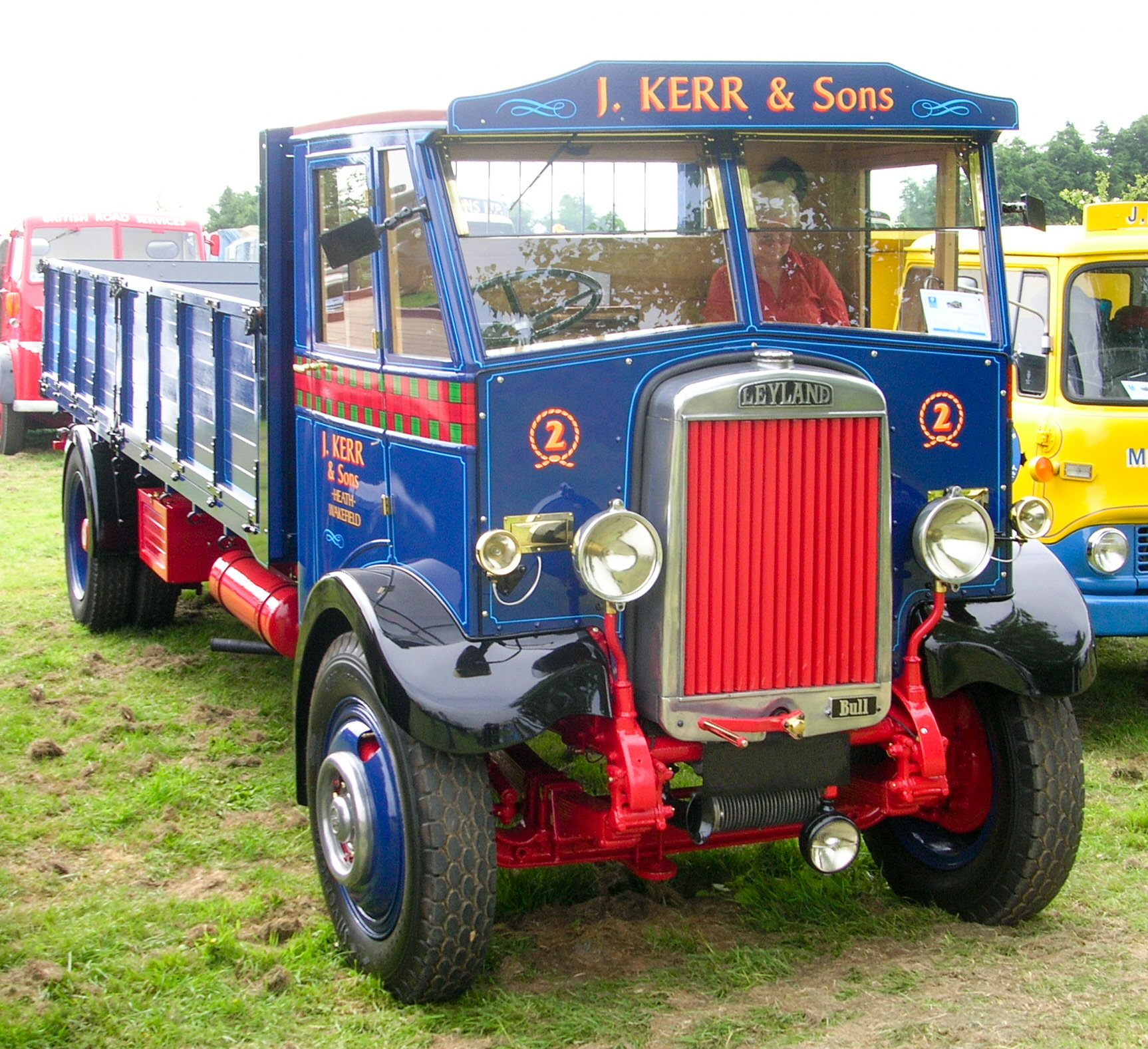
1932 Leyland Bull dropside
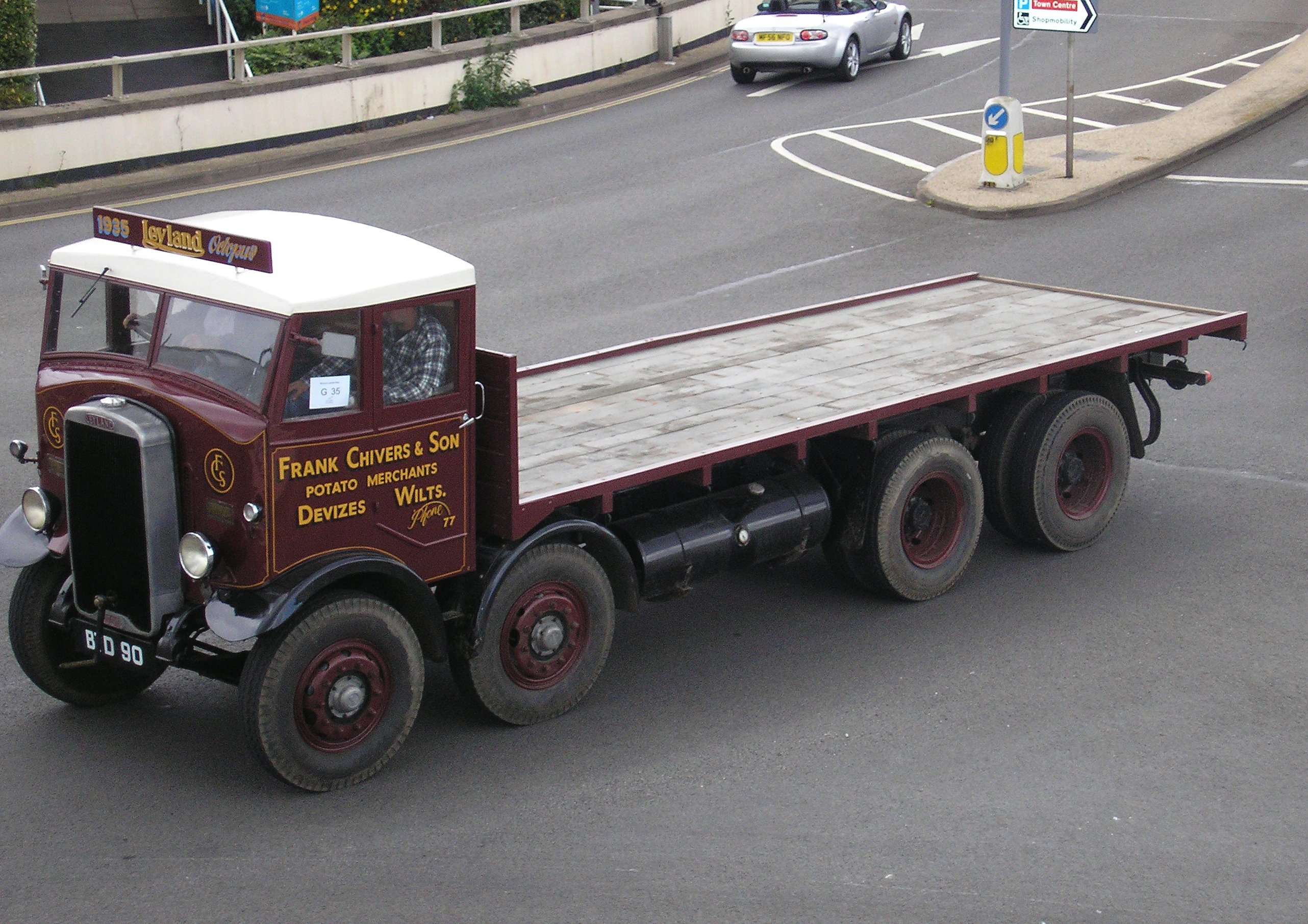
1935 Leyland Octopus
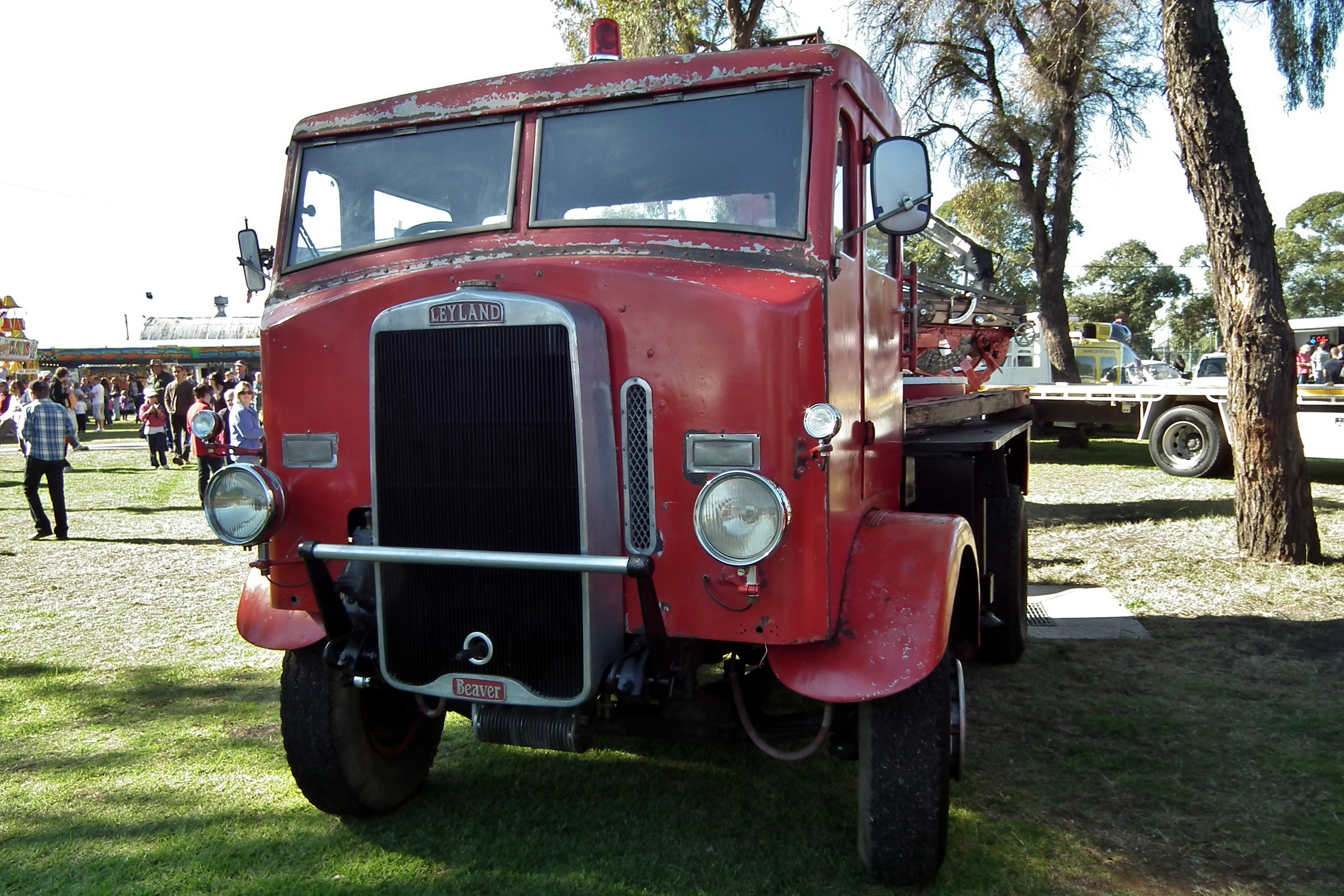
1938 Leyland Beaver TSC-8 tow truck
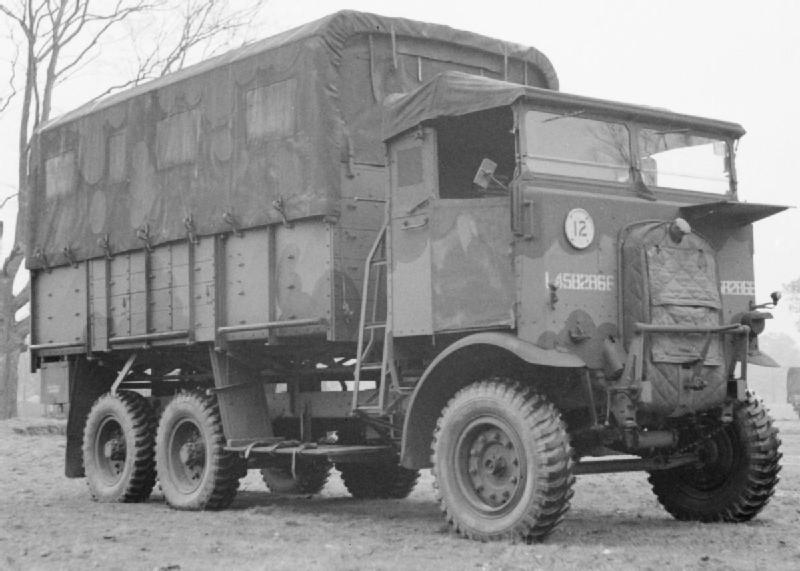
Leyland Retriever durante la Segunda Guerra Mundial
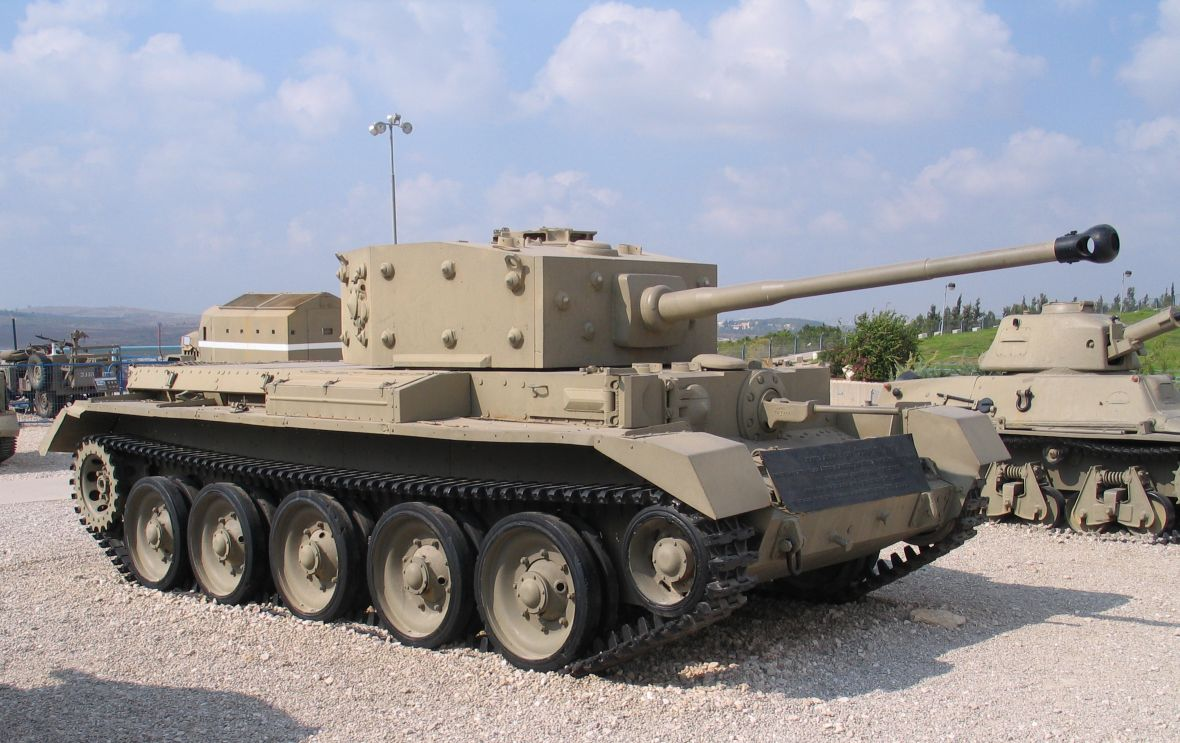
Tanque Cromwell
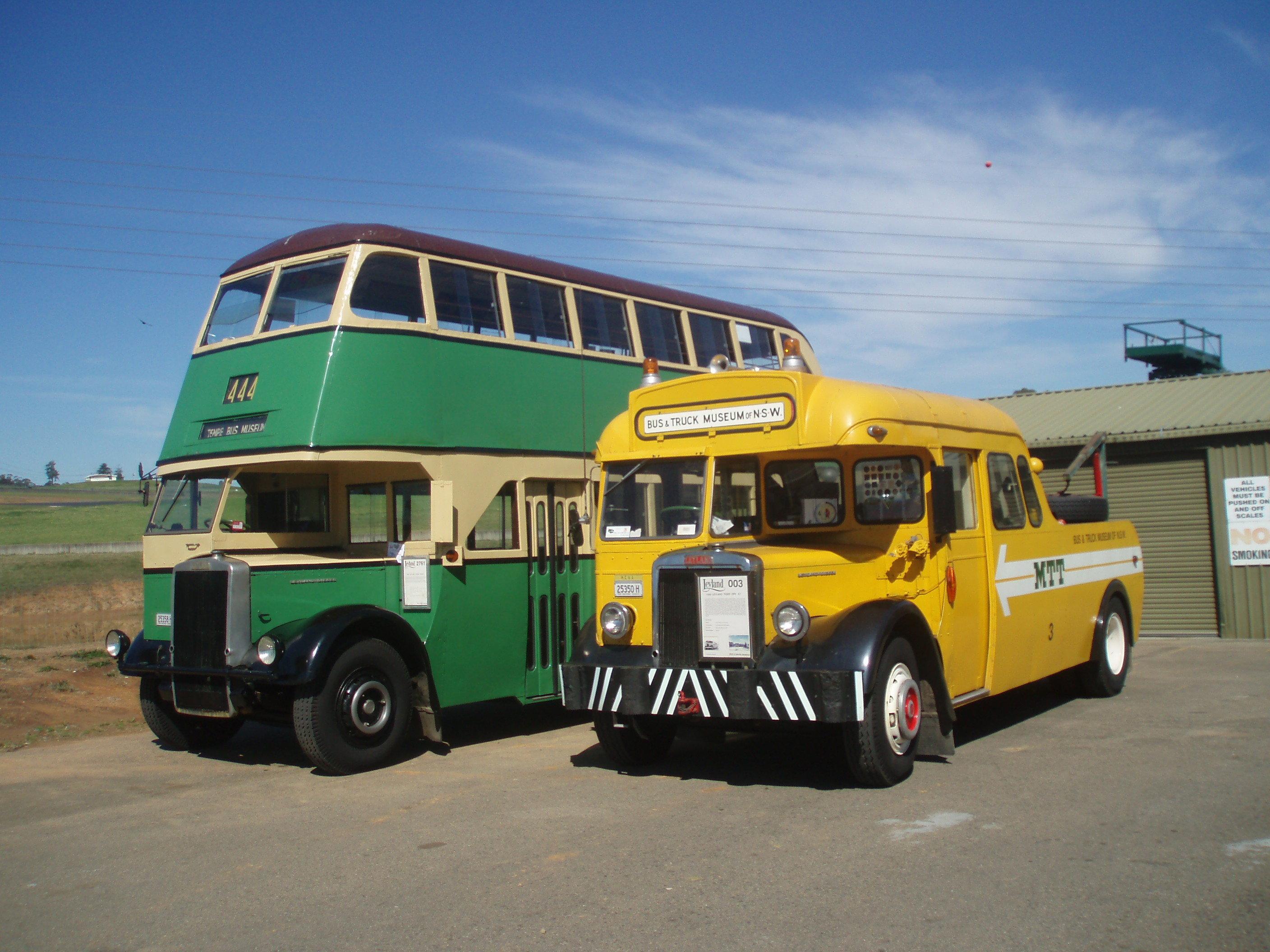
1949 Leyland Tiger OPS4-1 tow truck y 1951 Leyland Titan OPD2-1 double decker
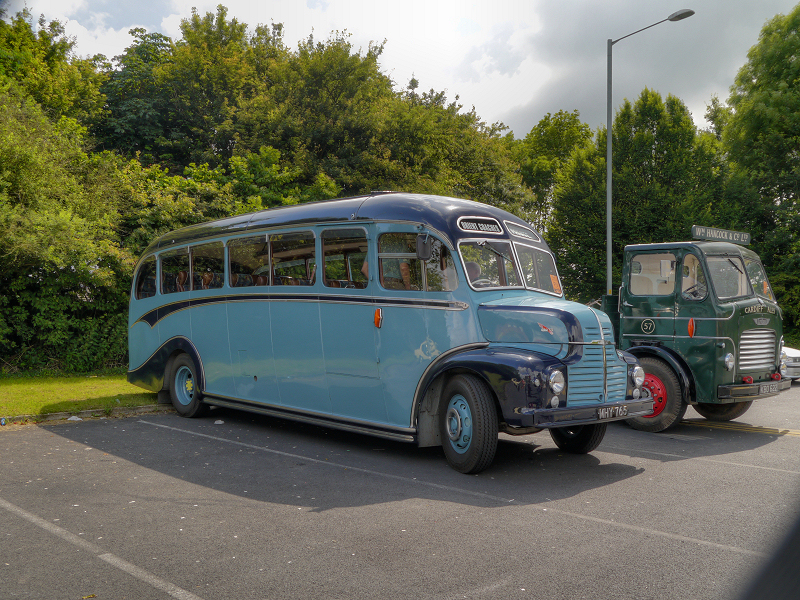
1950s Leyland Comet autobús y cabina
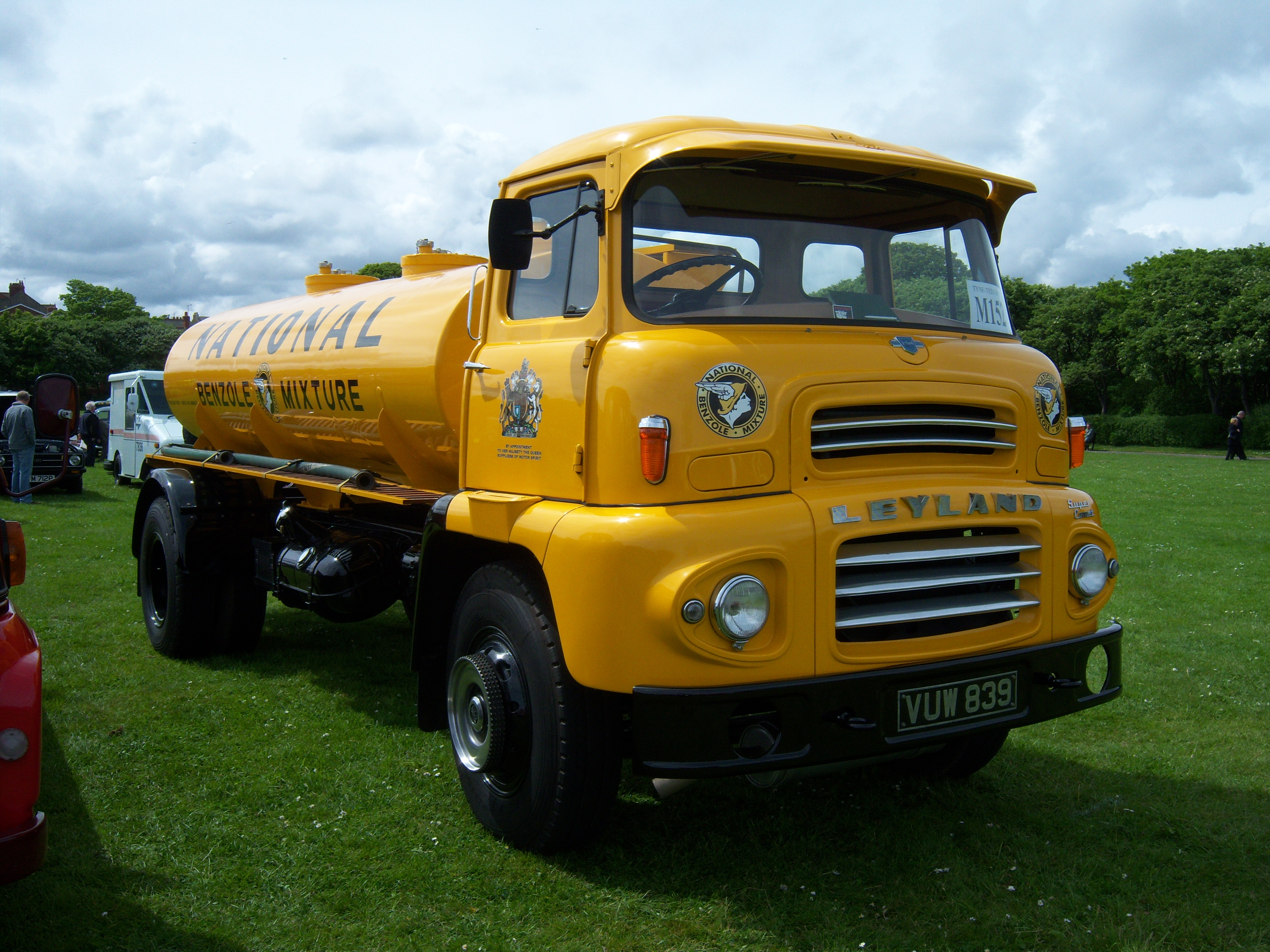
1958 Leyland 14SC-1R Super Comet

## Leyland Motor Co (1962-1968)
En 1962 la compañía se convierte en un Holding que incluye junto a las empresas de la propia Leyland Motors Limited,  a AEC y a otras empresas de nueva adquisición
- Albion Motors  proveniente de LML desde 1951
- Scammell Lorries Ltd proveniente de LML desde 1953
- Standard-Triumph  proveniente de LML desde 1961
- Associated Equipment Company. Incorporada al holding en 1962, incluía entre otras a su antigua rival AEC
- El 25% de Bristol Commercial Vehicles y Eastern Coach Works. Incorporada al holding en 1965
- Alvis Rover. Incorporada al holding en 1966 (Incluía Land-Rover, con la fusión con BMH pasaría a denominarse Rover Motor Company )
- Aveling-Barford. Incorporada al holding en 1967

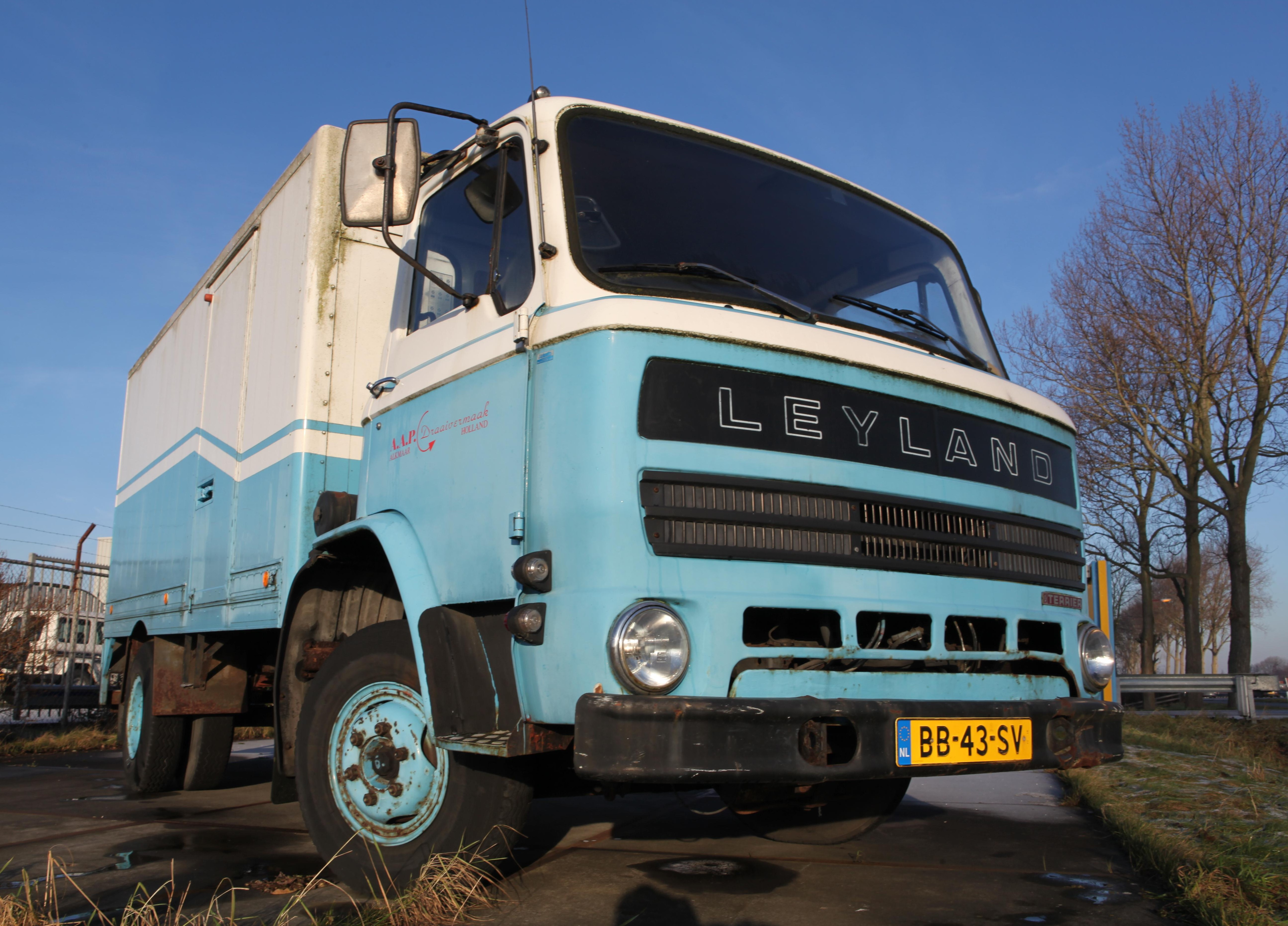
Leyland Terrier TR 850
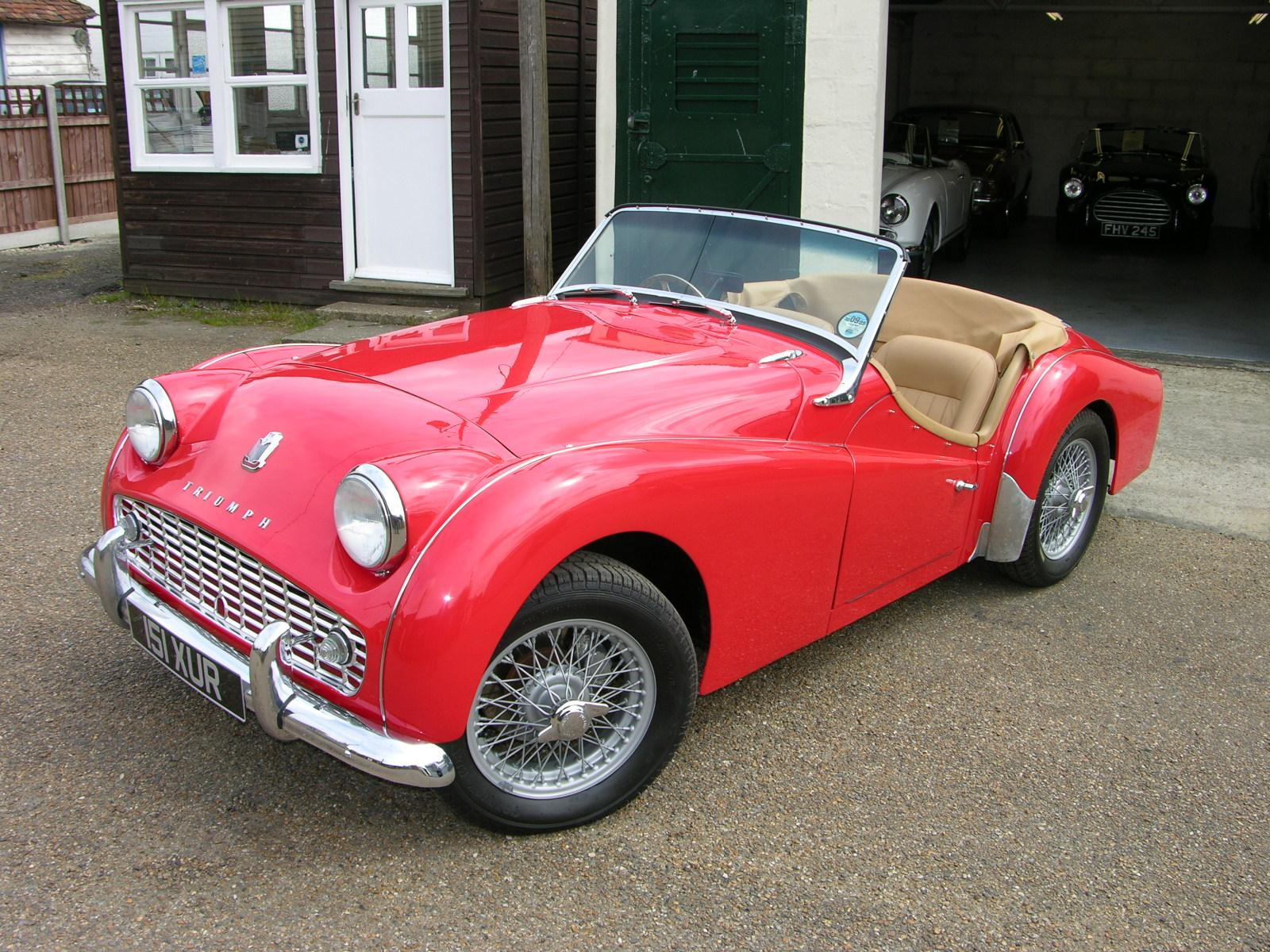
Triumph TR3A (1961)
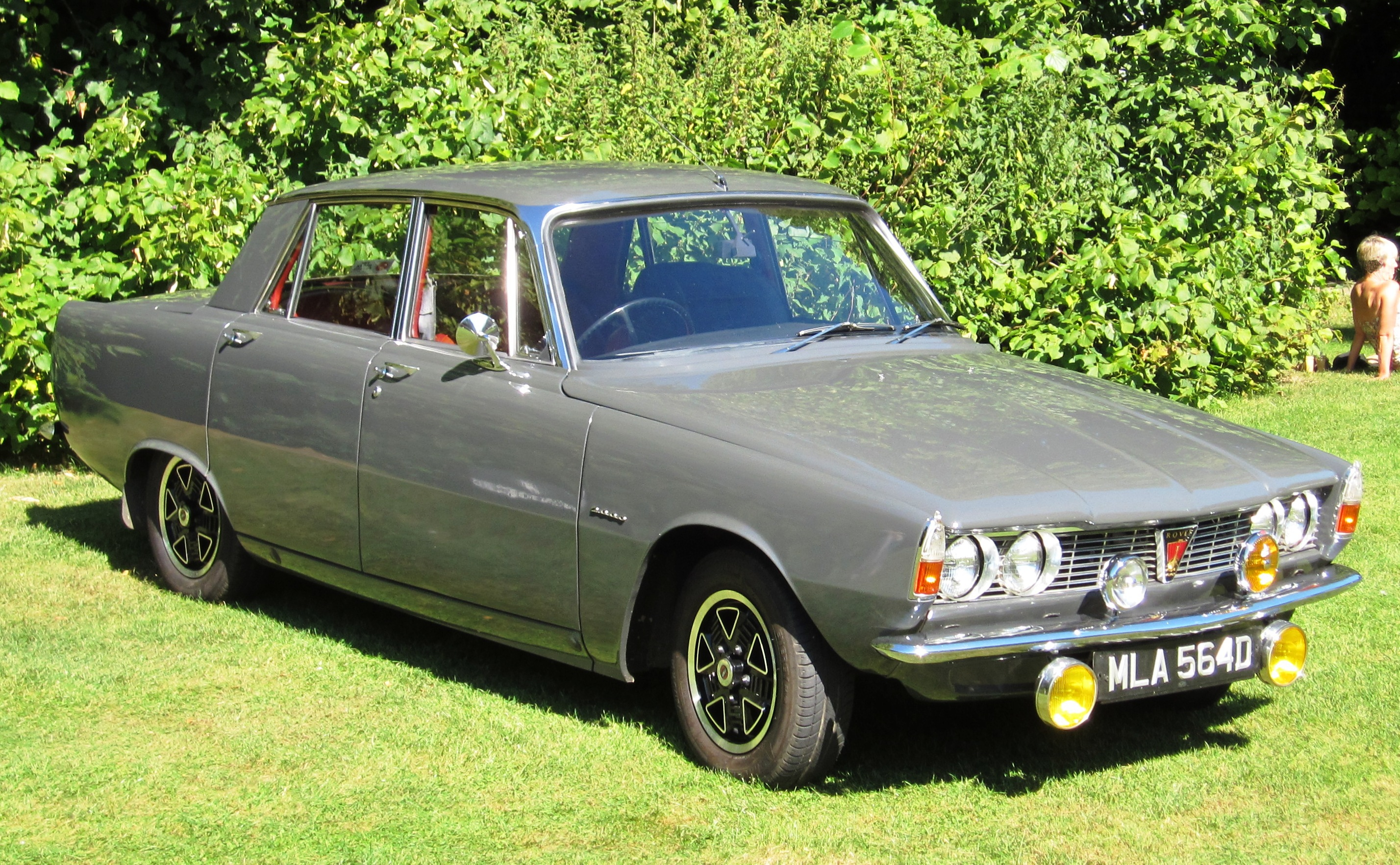
Rover 2000 (1966)
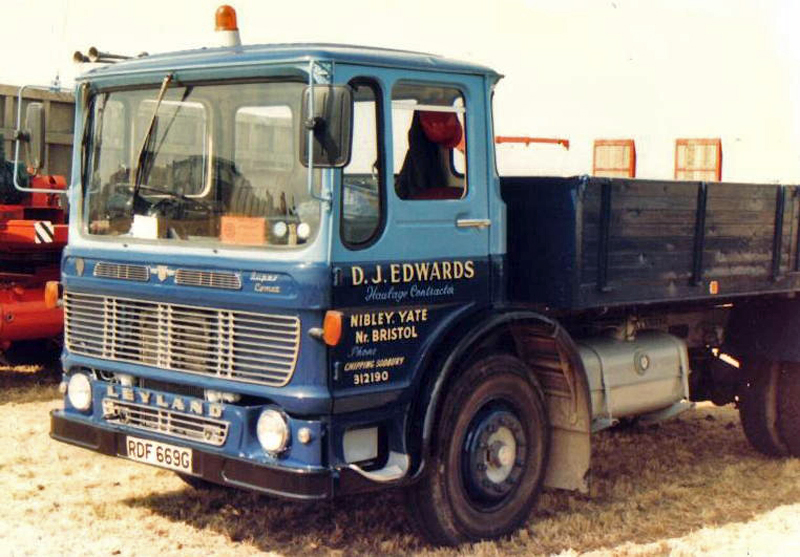
Leyland Super Comet (1969)
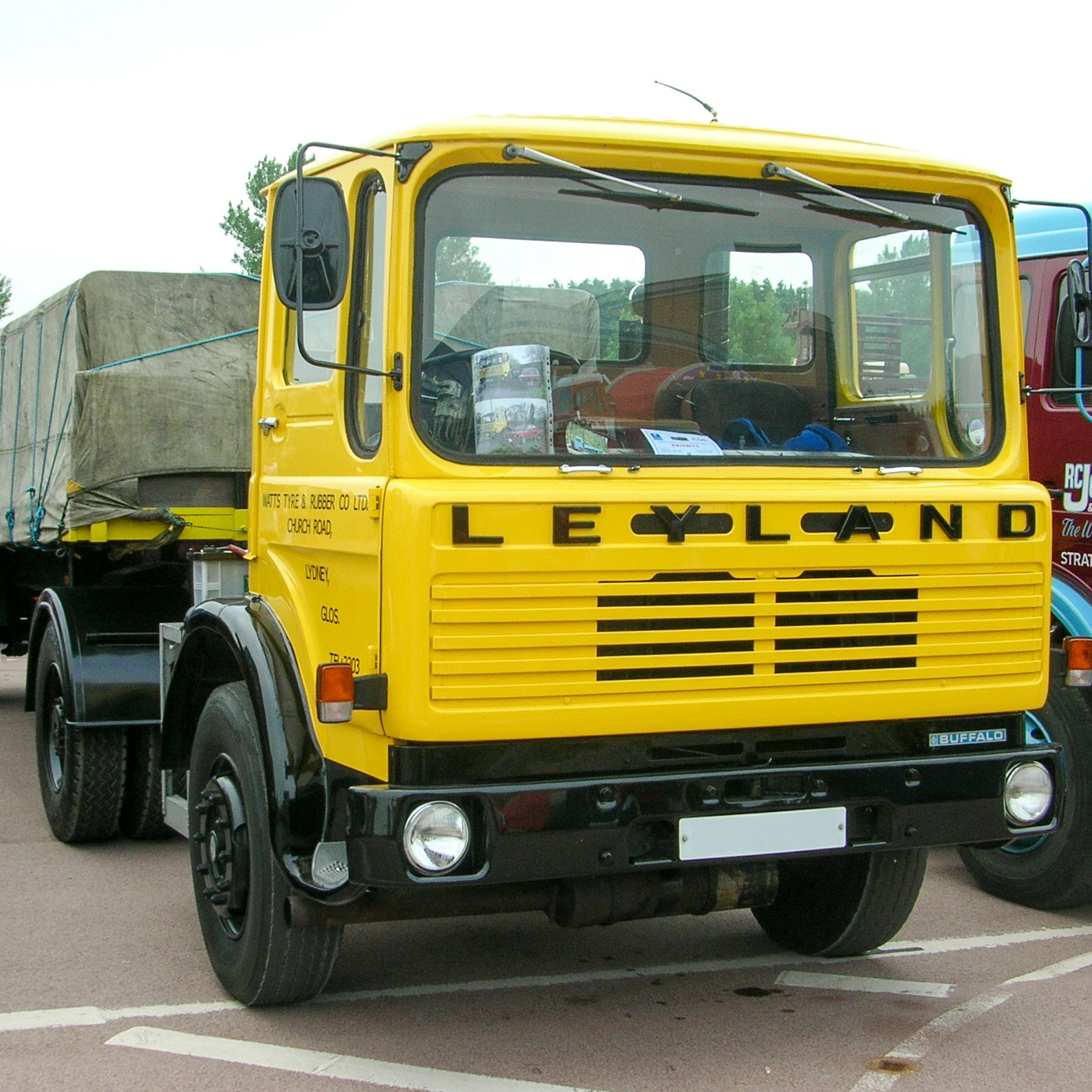
Leyland Buffalo, cabeza tractora (1977)
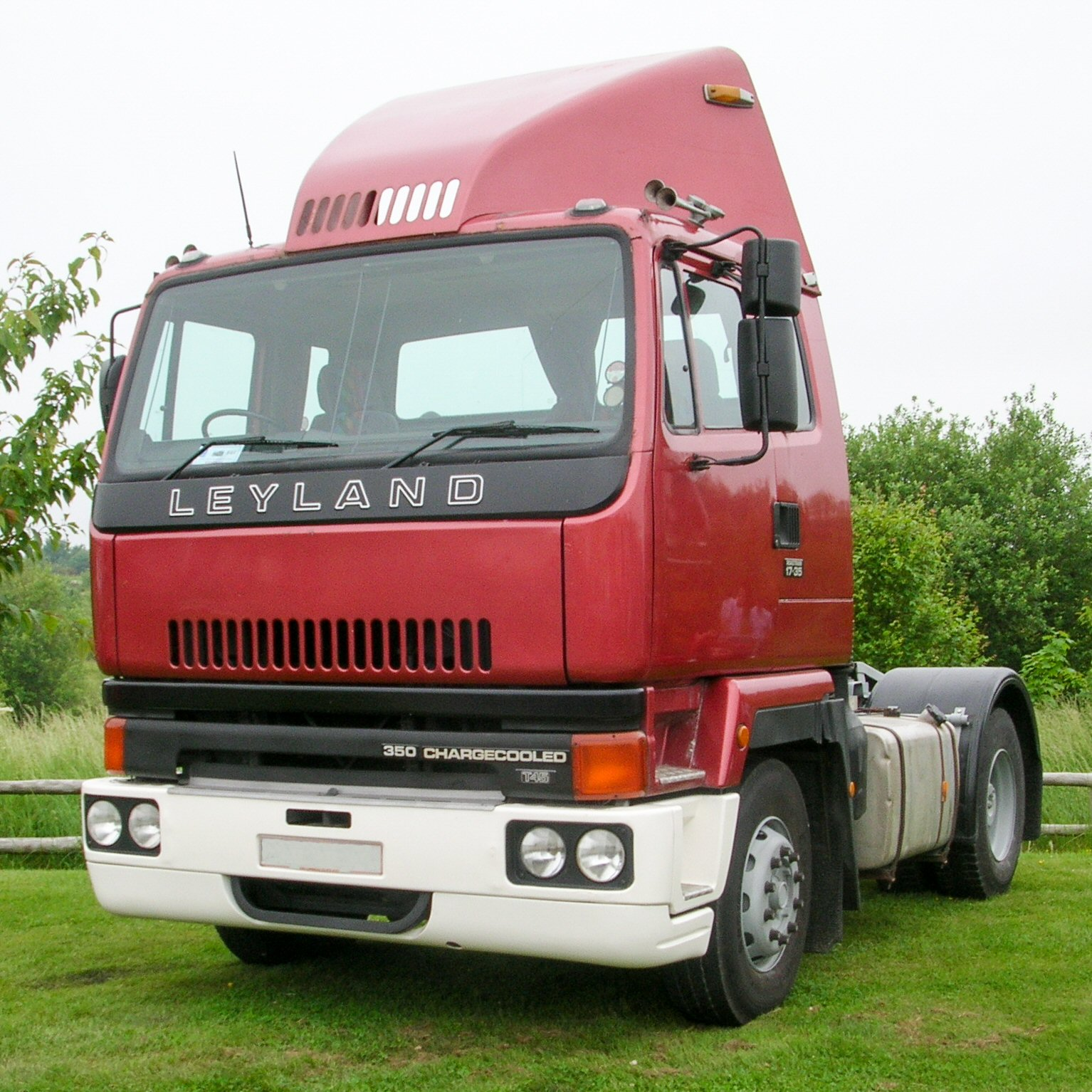
Leyland T45 Roadtrain (1988)

### Fusión con British Motors Holding
En el ejercicio 1966/67 BMH tiene unas pérdidas de 3,4 millones de libras esterlinas, por lo que en 1968 el gobierno laborista de Harold Wilson promueve su fusión con la pequeña pero próspera Leyland Motor Corporation para formar British Leyland Motor Corporation (BLMC) mediante un proceso de canje de acciones una a una que valoraba BMH en 201 millones de libras.

### Tras el cierre de British Leyland
Luego del fin de las acciones de la British Leyland, parte de sus activos fueron reunidos en 1986 en un nuevo conglomerado que fuera conocido como Austin Rover Group. Este grupo que consiguió reunir y salvaguardar a varias de las principales marcas de la BLMC, contaba entre sus empresas al fabricante de camiones y buses Leyland, bajo la denominación Leyland Trucks. Un año después, Austin Rover a través de Leyland Trucks, adquirió al fabricante neerlandés de camiones DAF, creando las empresas DAF NV para el mercado europeo continental, y Leyland DAF para los mercados de conducción con volante a la derecha. Esta nueva empresa se destacó por poseer a partir de 1989 dos plantas de producción de camiones (una en Leyland, Reino Unido y la restante en Eindhoven, Países Bajos) y una de producción de furgonetas (en Birmingham, Reino Unido).
A pesar de su poder de producción, en 1993 DAF se declaró insolvente, por lo que Leyland DAF fue finalmente desmembrada, formandose 4 empresas entre las que se destacaron LDV Group y una nueva versión de Leyland Trucks. Por su parte, DAF NV fue adquirida por el productor estadounidense Paccar, quien la convirtió en su subsidiaria DAF Trucks. Leyland Trucks continuó operando en su sede central de Leyland, como una empresa adquirida por su administración, hasta que en 1998 fue adquirida también por Paccar y vuelta a unir con DAF en una unidad interna del gigante estadounidense.
Por su parte, la LDV Group fue otra compañía resultante de la quiebra de Leyland DAF, la cual fue constituida alrededor de la planta de producción de Birmingham. Esta firma había sido creada bajo la denominación Leyland DAF Vans, en otro caso de compra por parte de su administración, la cual estuvo respaldada por el fondo de capital de riesgo 3i. En 1994 fue rebautizada como LDV Group y a partir de allí comenzó una danza de adquisiciones por parte de empresas de capital de riesgo, hasta que en 2006 fue adquirida por el fabricante ruso de camiones GAZ. El objetivo de GAZ para LDV, fue el de crear un vehículo destinado al mercado del Reino Unido, que iba a ser conocido con el nombre de Maxus. Sin embargo, las políticas de desarrollo de GAZ para con LDV fueron casi nulas, por lo que en 2008 LDV volvió a entrar en suspensión de sus actividades, luego de desestimar la producción de Maxus. Tras una nueva danza de adquisiciones por parte de fondos de capitales de riesgo, finalmente en 2009 la empresa china Eco Concept adquirió el LDV Group, para luego revenderlo al gigante chino SAIC Motor, que en el año 2011 reactivó la planta de producción de Birmingham, pero destinándola a su nueva marca de producción: Maxus

## Línea Temporal
| 1885                  | 1896                  | 1901                  | 1904                  | 1905                  | 1910                  | 1913                  | 1922                  | 1930                  | 1951                  | 1952                      | 1961                      | 1962                      | 1965                      | 1966                      | 1967                      | 1968                              | 1981                              | 1982               | 1985               | 1986             | 1987             | 1993             | 1999                            | 2000                            | 2005                                  | 2006                                  | 2010                                  | 2011                                  | Presente                              |
| --------------------- | --------------------- | --------------------- | --------------------- | --------------------- | --------------------- | --------------------- | --------------------- | --------------------- | --------------------- | ------------------------- | ------------------------- | ------------------------- | ------------------------- | ------------------------- | ------------------------- | --------------------------------- | --------------------------------- | ------------------ | ------------------ | ---------------- | ---------------- | ---------------- | ------------------------------- | ------------------------------- | ------------------------------------- | ------------------------------------- | ------------------------------------- | ------------------------------------- | ------------------------------------- |
| Triumph Motor Company | Triumph Motor Company | Triumph Motor Company | Triumph Motor Company | Triumph Motor Company | Triumph Motor Company | Triumph Motor Company | Triumph Motor Company | Triumph Motor Company | Triumph Motor Company | Triumph Motor Company     | Triumph Motor Company     | Leyland Motor Corporation | Leyland Motor Corporation | Leyland Motor Corporation | Leyland Motor Corporation | British Leyland Motor Corporation | British Leyland Motor Corporation | Austin Rover Group | Austin Rover Group | Rover Group plc  | Leyland DAF      | Leyland DAF      | LDV Group (Paccar)              | LDV Group (Paccar)              | Roewe - MG Motor - Maxus (SAIC Motor) | Roewe - MG Motor - Maxus (SAIC Motor) | Roewe - MG Motor - Maxus (SAIC Motor) | Roewe - MG Motor - Maxus (SAIC Motor) | Roewe - MG Motor - Maxus (SAIC Motor) |
|                       | Leyland Motor Ltd.    | Leyland Motor Ltd.    | Leyland Motor Ltd.    | Leyland Motor Ltd.    | Leyland Motor Ltd.    | Leyland Motor Ltd.    | Leyland Motor Ltd.    | Leyland Motor Ltd.    | Leyland Motor Ltd.    | Leyland Motor Ltd.        | Leyland Motor Ltd.        | Leyland Motor Corporation | Leyland Motor Corporation | Leyland Motor Corporation | Leyland Motor Corporation | British Leyland Motor Corporation | British Leyland Motor Corporation | Austin Rover Group | Austin Rover Group | Rover Group plc  | Rover Group plc  | Rover Group plc  | MG Rover Group                  | MG Rover Group                  | Roewe - MG Motor - Maxus (SAIC Motor) | Roewe - MG Motor - Maxus (SAIC Motor) | Roewe - MG Motor - Maxus (SAIC Motor) | Roewe - MG Motor - Maxus (SAIC Motor) | Roewe - MG Motor - Maxus (SAIC Motor) |
|                       |                       | Rover Company         |                       |                       |                       |                       |                       |                       |                       |                           |                           | Leyland Motor Corporation | Leyland Motor Corporation | Leyland Motor Corporation | Leyland Motor Corporation | British Leyland Motor Corporation | British Leyland Motor Corporation | Austin Rover Group | Austin Rover Group | Rover Group plc  | Rover Group plc  | Rover Group plc  | MG Rover Group                  | MG Rover Group                  | Roewe - MG Motor - Maxus (SAIC Motor) | Roewe - MG Motor - Maxus (SAIC Motor) | Roewe - MG Motor - Maxus (SAIC Motor) | Roewe - MG Motor - Maxus (SAIC Motor) | Roewe - MG Motor - Maxus (SAIC Motor) |
|                       | Riley Motors          | Riley Motors          | Riley Motors          | Riley Motors          | Riley Motors          | Riley Motors          | Riley Motors          | Riley Motors          | Riley Motors          | British Motor Corporation | British Motor Corporation | British Motor Corporation | British Motor Corporation | British Motor Holdings    | British Motor Holdings    | British Leyland Motor Corporation | British Leyland Motor Corporation | Austin Rover Group | Austin Rover Group | Rover Group plc  | Rover Group plc  | Rover Group plc  | MG Rover Group                  | MG Rover Group                  | Roewe - MG Motor - Maxus (SAIC Motor) | Roewe - MG Motor - Maxus (SAIC Motor) | Roewe - MG Motor - Maxus (SAIC Motor) | Roewe - MG Motor - Maxus (SAIC Motor) | Roewe - MG Motor - Maxus (SAIC Motor) |
|                       |                       | Wolseley Motors       |                       |                       |                       |                       |                       |                       |                       | British Motor Corporation | British Motor Corporation | British Motor Corporation | British Motor Corporation | British Motor Holdings    | British Motor Holdings    | British Leyland Motor Corporation | British Leyland Motor Corporation | Austin Rover Group | Austin Rover Group | Rover Group plc  | Rover Group plc  | Rover Group plc  | MG Rover Group                  | MG Rover Group                  | Roewe - MG Motor - Maxus (SAIC Motor) | Roewe - MG Motor - Maxus (SAIC Motor) | Roewe - MG Motor - Maxus (SAIC Motor) | Roewe - MG Motor - Maxus (SAIC Motor) | Roewe - MG Motor - Maxus (SAIC Motor) |
|                       |                       |                       | Austin Motor Company  |                       |                       |                       |                       |                       |                       | British Motor Corporation | British Motor Corporation | British Motor Corporation | British Motor Corporation | British Motor Holdings    | British Motor Holdings    | British Leyland Motor Corporation | British Leyland Motor Corporation | Austin Rover Group | Austin Rover Group | Rover Group plc  | Rover Group plc  | Rover Group plc  | MG Rover Group                  | MG Rover Group                  | Roewe - MG Motor - Maxus (SAIC Motor) | Roewe - MG Motor - Maxus (SAIC Motor) | Roewe - MG Motor - Maxus (SAIC Motor) | Roewe - MG Motor - Maxus (SAIC Motor) | Roewe - MG Motor - Maxus (SAIC Motor) |
|                       |                       |                       |                       | Morris Motors         | Morris Motors         | Morris Motors         | Morris Motors         | Morris Motors         | Morris Motors         | British Motor Corporation | British Motor Corporation | British Motor Corporation | British Motor Corporation | British Motor Holdings    | British Motor Holdings    | British Leyland Motor Corporation | British Leyland Motor Corporation | Austin Rover Group | Austin Rover Group | Rover Group plc  | Rover Group plc  | Rover Group plc  | MINI (BMW)                      | MINI (BMW)                      | MINI (BMW)                            | MINI (BMW)                            | MINI (BMW)                            | MINI (BMW)                            | MINI (BMW)                            |
|                       |                       |                       |                       |                       |                       |                       |                       | MG Cars               | MG Cars               | British Motor Corporation | British Motor Corporation | British Motor Corporation | British Motor Corporation | British Motor Holdings    | British Motor Holdings    | British Leyland Motor Corporation | British Leyland Motor Corporation | Austin Rover Group | Austin Rover Group | Rover Group plc  | Rover Group plc  | Rover Group plc  | Premier Automotive Group (Ford) | Premier Automotive Group (Ford) | Premier Automotive Group (Ford)       | Premier Automotive Group (Ford)       | Jaguar Land Rover (Tata Motors)       | Jaguar Land Rover (Tata Motors)       | Jaguar Land Rover (Tata Motors)       |
|                       |                       |                       |                       |                       | Jaguar Cars Ltd.      | Jaguar Cars Ltd.      | Jaguar Cars Ltd.      | Jaguar Cars Ltd.      | Jaguar Cars Ltd.      | Jaguar Cars Ltd.          | Jaguar Cars Ltd.          | Jaguar Cars Ltd.          | Jaguar Cars Ltd.          | British Motor Holdings    | British Motor Holdings    | British Leyland Motor Corporation | British Leyland Motor Corporation | Jaguar Cars Ltd.   | Jaguar Cars Ltd.   | Jaguar Cars Ltd. | Jaguar Cars Ltd. | Jaguar Cars Ltd. | Premier Automotive Group (Ford) | Premier Automotive Group (Ford) | Premier Automotive Group (Ford)       | Premier Automotive Group (Ford)       | Jaguar Land Rover (Tata Motors)       | Jaguar Land Rover (Tata Motors)       | Jaguar Land Rover (Tata Motors)       |
|                       |                       |                       |                       |                       | Aston Martin          | Aston Martin          | Aston Martin          | Aston Martin          | Aston Martin          | Aston Martin              | Aston Martin              | Aston Martin              | Aston Martin              | Aston Martin              | Aston Martin              | Aston Martin                      | Aston Martin                      | Aston Martin       | Aston Martin       | Aston Martin     | Aston Martin     | Aston Martin     | Premier Automotive Group (Ford) | Premier Automotive Group (Ford) | Premier Automotive Group (Ford)       | Premier Automotive Group (Ford)       | Aston Martin plc                      | Aston Martin plc                      | Aston Martin plc                      |